# Witold Urbanowicz (malarz)
Witold Urbanowicz (ur. 1931 w Oszmianie, woj. wileńskie, zm. 2 grudnia 2013 w Krakowie) – polski malarz.

## Życiorys
Po wojnie w latach 1950–1956 studiował na ASP w Krakowie. Był uczniem profesorów: Zygmunta Radnickiego, Zbigniewa Pronaszki, Czesława Rzepińskiego i Jonasza Sterna. Urbanowicz wystawiał po raz pierwszy pod patronatem Marii Jeremy, Jonasza Sterna i Tadeusza Kantora z grupą przyjaciół którą współtworzyli: Barbara Kwaśniewska, Julian Jończyk, Janusz Tarabuła, Jerzy Wroński. Potem dołączyła do nich Danuta Urbanowicz. Do młodych artystów przylgnęły nazwy "Grupa Pięciu" i "Grupa Nowohucka". Pod koniec lat 50. to właśnie oni współtworzyli jedno z najciekawszych zjawisk sztuki powojennej jakim było malarstwo materii. Po wystawie w galerii Krzysztofory i w Nowej Hucie (1960), zostali przyjęci do Grupy Krakowskiej w 1961 r. Od 1958 do 1963 r. Witold Urbanowicz tworzy oryginalne obrazy-dziś najwyżej cenione. W 1963/1964 wyjechał do Paryża i po powrocie do kraju rozpoczął nowy cykl obrazów inspirowany surrealizmem.
Wraz z kolegami plastykami wykonał wiele polichromii w kościołach, m.in.:
- 1959 w Zieluniu koło Mławy.
- 1962/1963 w Staromieściu k. Rzeszowa.
- 1964/1965 w Lublinie w kościele akad.KUL-u.
- 1966 w Łętowni.
- 1969 w Lublińcu.
- 1970 w Lutczy.
- 1971 w Czerwonej Górze(mozaiki w szpitalu).
- 1980 w Bielinach Kapitulnych k Kielc.
- 1981 w Nowogrodzie (woj. Zielonogórskie)
- 1981 w Baborowie.
- 1994 w Pysznicy k. Stalowej Woli.
- 1996–1998 z żoną Danutą – polichromia i projekty witraży w kościele św. Jana Chrzciciela w Krakowie

W latach 1972–1974 Witold Urbanowicz pracował jako wykładowca na ASP w Krakowie. Następnie prowadził pracownie rysunku i malarstwa na UMCS w Lublinie (1972–1981). Był też wykładowcą w filii Uniwersytetu Śląskiego w Cieszynie.
Udział w około 200 wystawach zbiorowych w kraju i za granicą, m.in. w Austrii, Czechosłowacji, Rosji, Ukrainie, Łotwie, Turcji, Danii, Holandii, Anglii, Francji, Niemczech, USA. Jego prace znajdują się w zbiorach: Muzeum Narodowego w Krakowie, Muzeum Narodowego w Kielcach, Muzeum Śląskiego w Katowicach, Muzeum Narodowego w Szczecinie, Muzeum Okręgowego w Bydgoszczy, Muzeum Okręgowego w Białymstoku. Mieszkał i pracował w Krakowie. Pochowany na cmentarzu Batowickim w Krakowie (kw. A5D-3-24).

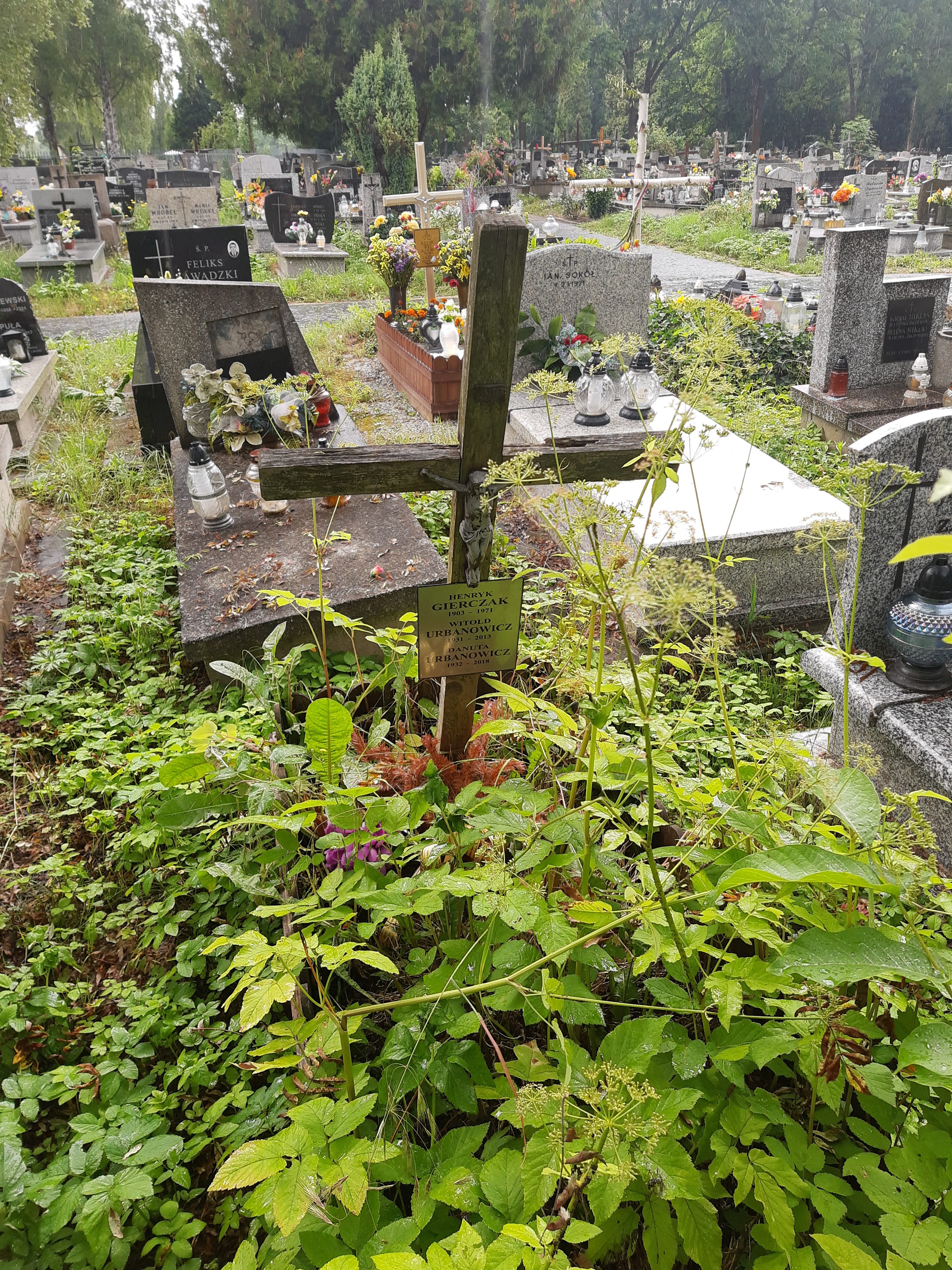
Grób Witolda Urbanowicza

## Najważniejsze wystawy indywidualne
- 1966 – Muzeum Archeologiczne w Krakowie
- 1971 – Galeria Krzysztofory
- 1977 – Galeria Studio – Warszawa
- 1986 – Galeria Krzysztofory (dwie wystawy)
- 1993 – Galeria BWA – Sandomierz
- 1994 – Bank Współpracy Regionalnej w Krakowie i Tychach
- 1996 – Pałac Sztuki w Krakowie
- 2000 – Galeria Zderzak w Krakowie
- 2001 – Galeria NCK – Kraków
- 2002 – Galeria ZPAP w Sukiennicach – Kraków
- 2004 – Galeria "IRSA" w Warszawie i Krakowie.